# Берники (станция)
Берники — грузопассажирская железнодорожная станция пятого класса Московской железной дороги в Ленинском районе городского округа Тула на однопутной линии Тула — Козельск — Сухиничи.
Находится в 30 км к западу от центра Тулы. Имеет один главный и два приёмоотправочных пути. Пассажирское движение представлено пригородными дизель-поездами Урванка-Черепеть и Черепеть-Урванка .
Станция обслуживает карьер «Восточные Берники», отгружающий в год 15 тыс. вагонов щебня и известковой муки. Добыча 3 млн тонн щебня и выработка 300 тыс. тонн известковой муки в год.
В 2018 году идёт подготовка проекта расширения станции, которая в перспективе будет иметь 4 пути для погрузо-разгрузочных работ.